# Festival Internacional de Cine de Jaipur
El Festival Internacional de Cine de Jaipur —en inglés: Jaipur International Film Festival (JIFF)— es un festival cinematográfico que se realiza cada año entre el 27 al 31 de enero en la capital del estado hindú de Rajastán, Jaipur, desde el año 2009. El evento incluye 28 categorías competitivas, incluyendo cuatro premios para películas rajastaníes; el festival busca:

«(...) promover nuevos mercados para el cine, intercambiar conocimientos, información, ideas y cultura entre India y otras naciones dentro del contexto de su ethos social y cultural» (Jaipur International Film Festival, 2010).